# Nicholas Daniloff
Nicholas Daniloff est un journaliste américain né le 30 décembre 1934 à Paris et mort le 17 octobre 2024 à Cambridge (Massachusetts). Diplômé de l’université Harvard, il a joué un rôle de premier plan dans les années 1980 par ses reportages sur l’Union soviétique.
Le 2 septembre 1986, il avait attiré l’attention du monde entier lorsqu’il avait été arrêté à Moscou par le KGB (comité pour la sécurité de l'État soviétique) et accusé d’espionnage.